# Římskokatolická farnost Fláje
Římskokatolická farnost Fláje (lat. Fleyha) je zaniklá církevní správní jednotka sdružující římské katolíky ve Flájích a okolí. Organizačně spadala do krušnohorského vikariátu, který je jedním z deseti vikariátů litoměřické diecéze.

## Historie farnosti
Jako plebánie farnost existovala již roku 1346, kdy však patřila do míšeňské diecéze. Matriky jsou vedeny od roku 1667. Farnost byla kanonicky znovu zřízena roku 1670.
Farnost existovala do 31. prosince 2012 jako součást litvínovského farního obvodu. Od 1. ledna 2013 zanikla sloučením do farnosti děkanství Litvínov.

### Duchovní správcové vedoucí farnost

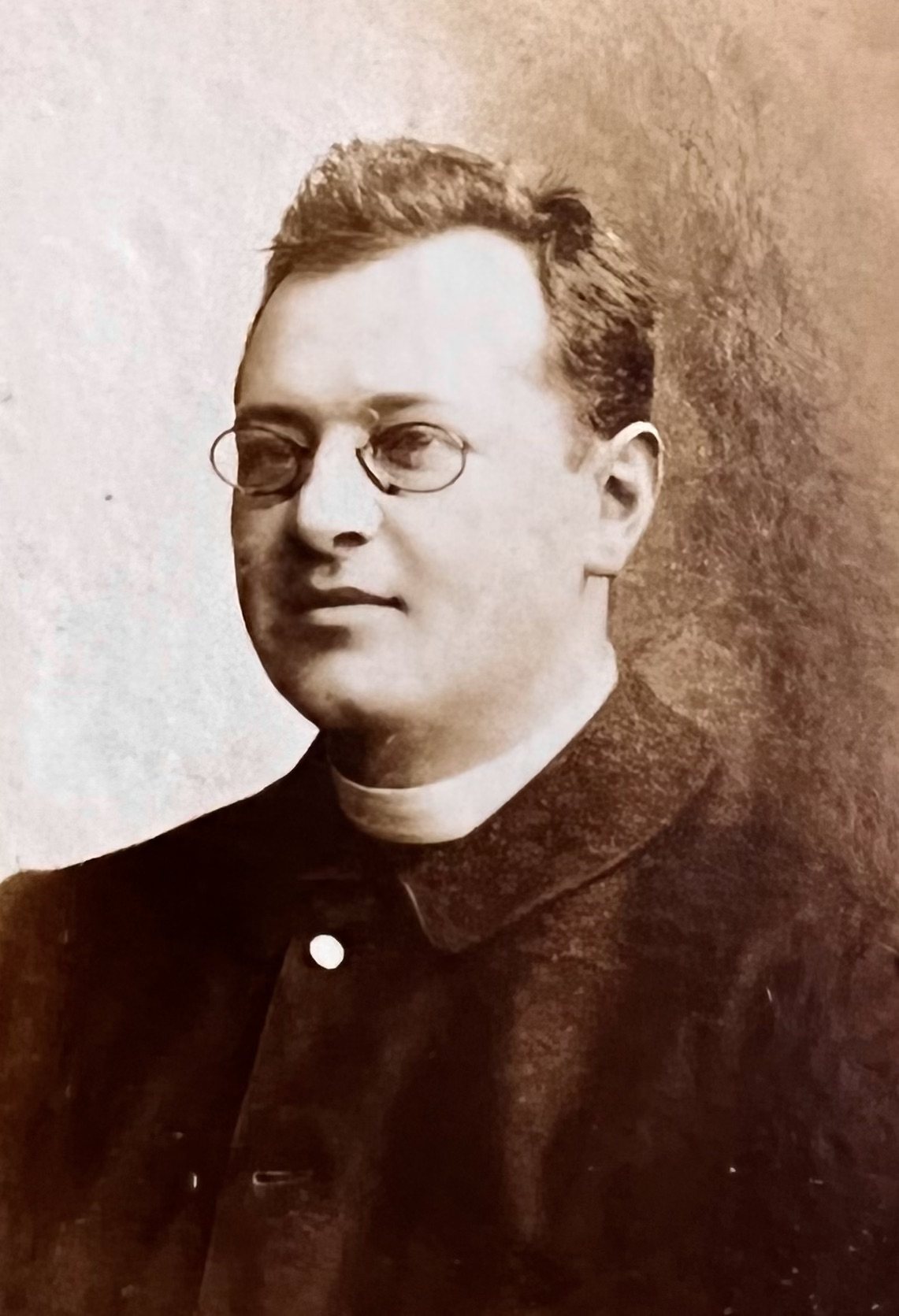
R.D. Augustin Turek, farář v r. 1905

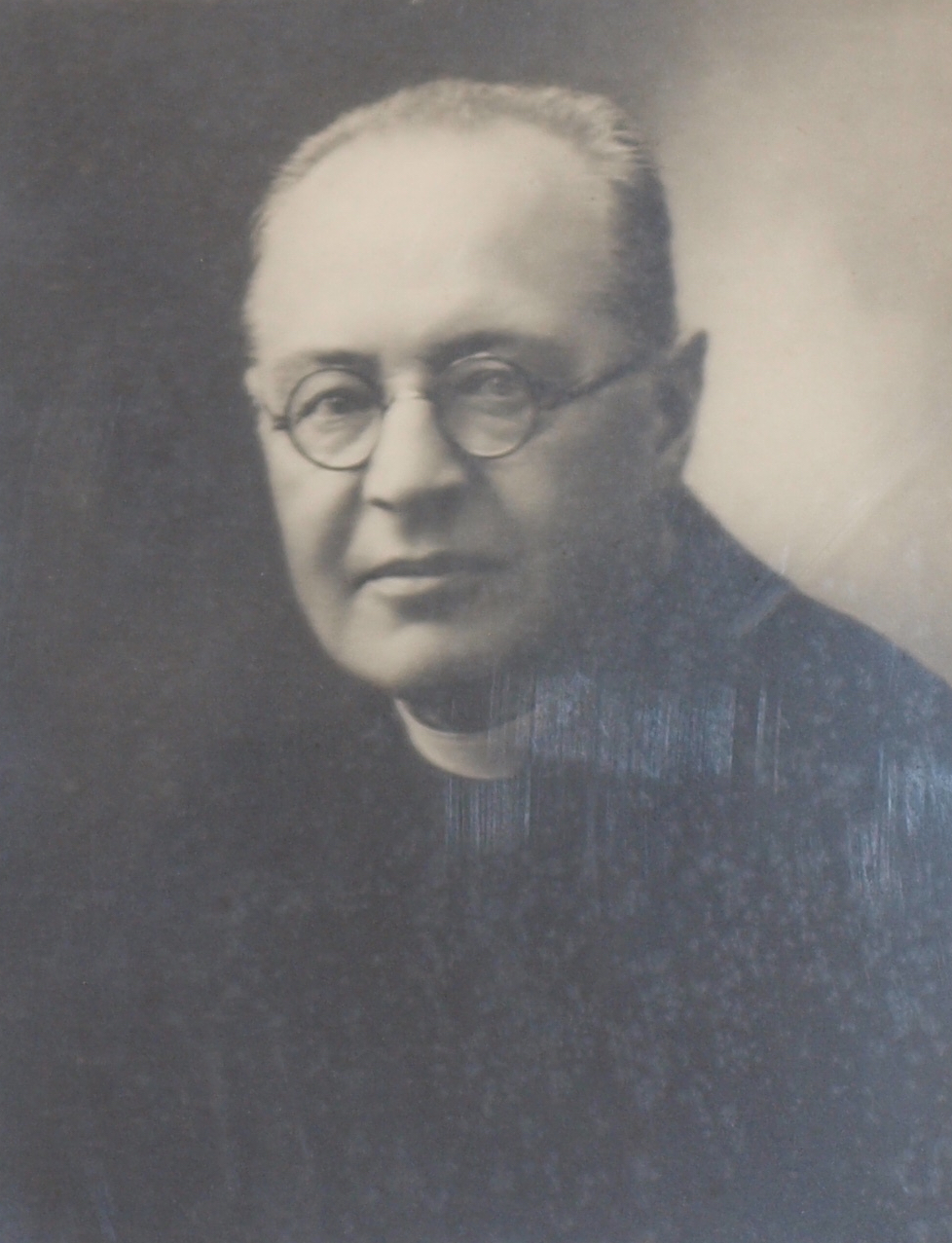
R.D. Vendelín Krísa, farář v r. 1907

Začátek působnosti jmenovaného v duchovní správě farnosti od:
- Martinus Gebhard OFM Cap.
- 1670   Tobias Alexius Herrmann
- 1687   Augustinus Graf
- 1699   Georgius Hieke
- 1704   Sigismundus Heger
- 1706   Edmundus Wenceli
- 1726   Franciscus Ebermann
- 1740   Nicolaus Leonardus Brun
- 1750   Sigismundus Kandler
- 1763   Thomas Schindler
- 1769   Franc. Eiselt
- 1795   Franc. Tietz, † 7. 12. 1807
- 1806   Franc. Wagner, n. 28. 12. 1741 Dux., o. 21. 9. 1768, † 7. 10. 1828
- 1809   Franc. Kleer, † 4. 3. 1818
- 1819   Joann. Liebscher, n. 4. 8. 1779 Moldau, o. 8. 9. 1804, † 26. 2. 1837
- 1821   Jos. Neubner, n. 25. 6. 1779  Obergeorgenthal., o. 7. 9. 1802, † 27. 6. 1867
- 1830   Jos. Honolke, n. 1. 5. 1783 Loschtschicens., o. 30. 8. 1806, † 2. 9. 1859
- 1838   par. vacat
- 1839   Florian. Schmalfuss, n. 4. 5. 1790 Serbicens., o. 15. 8. 1813, † 28. 3. 1854
- 1853   Ign. Wazel, n. 21. 3. 1814 Leipa, o. 3. 8. 1837, † 8. 11. 1879
- 1869   par. vacat, admin. int. Joann. Zein
- 1870   Joann. Zein, n. 1. 1. 1832 Platten, o. 25. 7. 1855, † 22. 5. 1899
- 1883   par. vacat, admin. int. Ferd. Usler
- 1884   Ferd. Usler, n. 16. 1. 1837 Leipa, o. 31. 7. 1862, † 3. 2. 1901
- 1891   Jos. Böhm, n. 23. 5. 1861 Retschitz, o. 16. 5. 1886, † 23. 10. 1921
- 1900   Alois. Linsmeier, n. 11. 8. 1857 Friedrichsthal, o. 17. 7. 1892, † 20. 3. 1916
- 1905   Aug. Turek, n. 9. 4. 1869 Bakov, o. 2. 7. 1893
- 1907   Vend. Krísa, n. 3. 3. 1871 Manětín, o. 17 .6. 1894, † 27. 7. 1950
- 1911   Henr. Wagner, n. 20. 9. 1876 Nieder- Einsiedel, o. 10. 6. 1900, † 5. 10. 1952
- 1918   par. vacat, admin. interc. Henr. Franz
- 1919   par. vacat, admin. interc. Jos. Hesse
- 1920   Jos. Hesse, n. 1. 11. 1888 Königswalde, o. 13. 7. 1913, † 27. 6. 1967
- 1924   par. vacat, admin. interc. Jos. Knaps
- 1925   Julius Kopřiwa, n. 4. 8. 1884 Eidlitz, o. 11. 7. 1909, † 12. 10. 1937
- 1938   par. vacat, admin. Ed. Hiebl
- 1. 8. 1939 Eduard Hiebl, n. 9. 3. 1901 Neumark, o. 11. 7. 1926, † 25. 5. 1949
- 1. 7. 1945 Antonín Wilhelm
- 16. 7. 1948  František Tomiga
- 1. 3.  1951  Oldřich Vinduška, admin. exc. z Litvínova
- 1. 8.  2007 – 31. 12. 2012 Grzegorz Czerny, admin. exc. z Litvínova[3]

Kromě kněží stojících v čele farnosti, působili ve farnosti v průběhu její historie i jiní kněží. Většinou pracovali jako farní vikáři, kaplani, katecheté, výpomocní duchovní aj.

## Území farnosti
Do farnosti náleželo území obcí:
- Fláje[4] (Fleyh)[p 2]
- Mackov[5] (Matzdorf)[p 2]
- Nová Ves[6] (Willersdorf)[p 2]

## Římskokatolické sakrální stavby a místa kultu na území farnosti
| | Fotografie | Stavba                   | Místo                                            | Bohoslužby                      | Zeměpisné souřadnice             | Status                 | Číslo kulturní památky                      |
| Kostel | Kostel     | Kostel                   | Kostel                                           | Kostel                          | Kostel                           | Kostel                 | Kostel                                      |
| --- | ---------- | ------------------------ | ------------------------------------------------ | ------------------------------- | -------------------------------- | ---------------------- | ------------------------------------------- |
| 1. |            | Kostel sv. Jana Křtitele | původně ve Flájích, přesunut do Českého Jiřetína | bližší informace o bohoslužbách | 50°42′23″ s. š., 13°32′38″ v. d. | přesunutý farní kostel | 43327/5-317 (Pk•MIS•Sez•Obr•WD) (Q12030794) |
| Zaniklé sakrální stavby |            |                          |                                                  |                                 |                                  |                        |                                             |
| 2. |            | Kaple Panny Marie        | Mackov                                           | nelze sloužit                   | 50°41′41″ s. š., 13°38′34″ v. d. | zbořená kaple          | —                                           |
| Některé drobné sakrální stavby a pamětihodnosti lze dohledat zde v databázi Drobné sakrální památky Zaniklé sakrální stavby lze dohledat zde v databázi Poškozené a zničené kostely, kaple a synagogy v České republice |            |                          |                                                  |                                 |                                  |                        |                                             |

Ve farnosti se mohou nacházet i další drobné sakrální stavby, místa římskokatolického kultu a pamětihodnosti, které neobsahuje tato tabulka.

## Galerie sakrálních pamětihodností ve farnosti

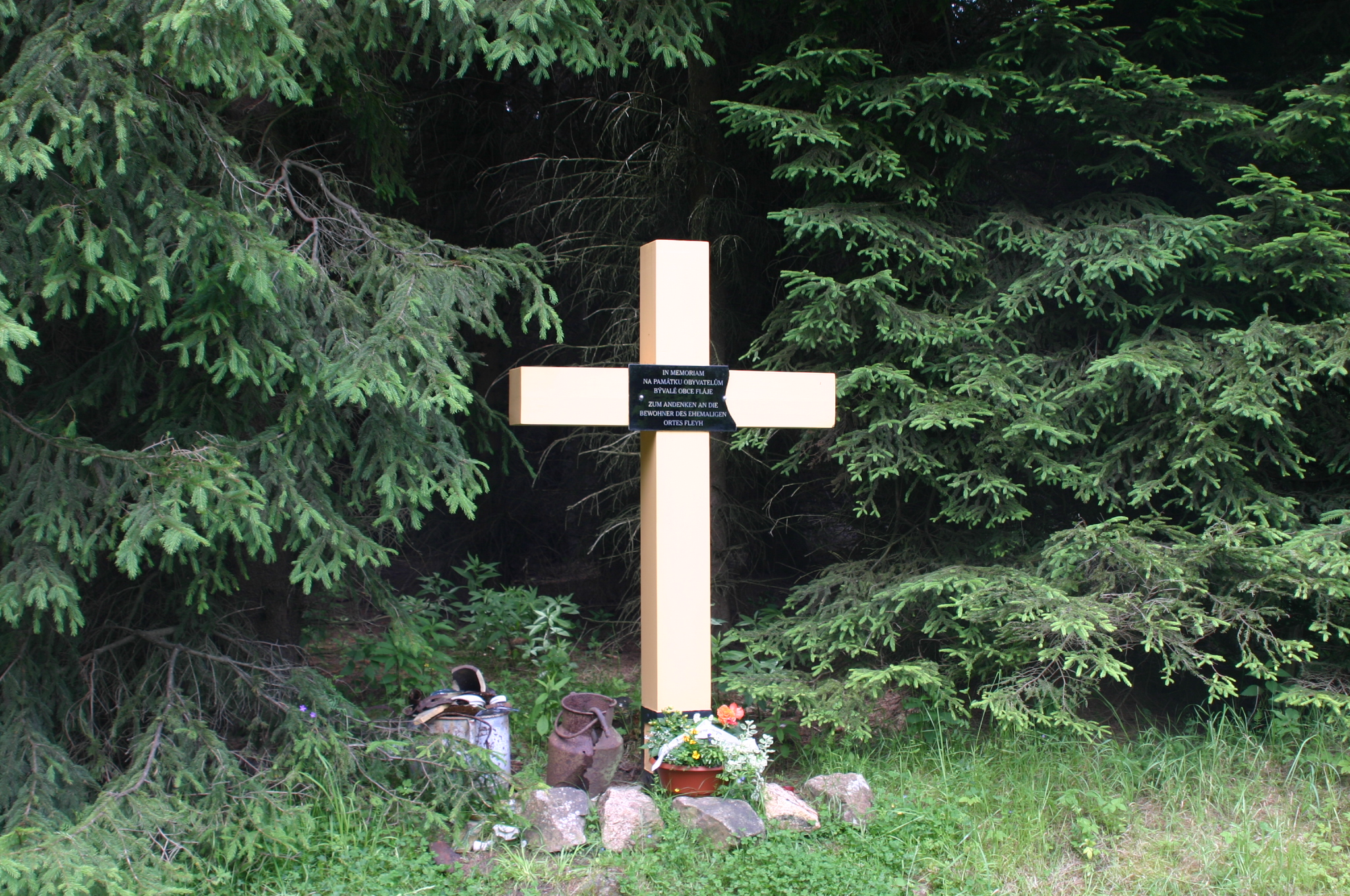
Pomník zaniklé obce Fláje
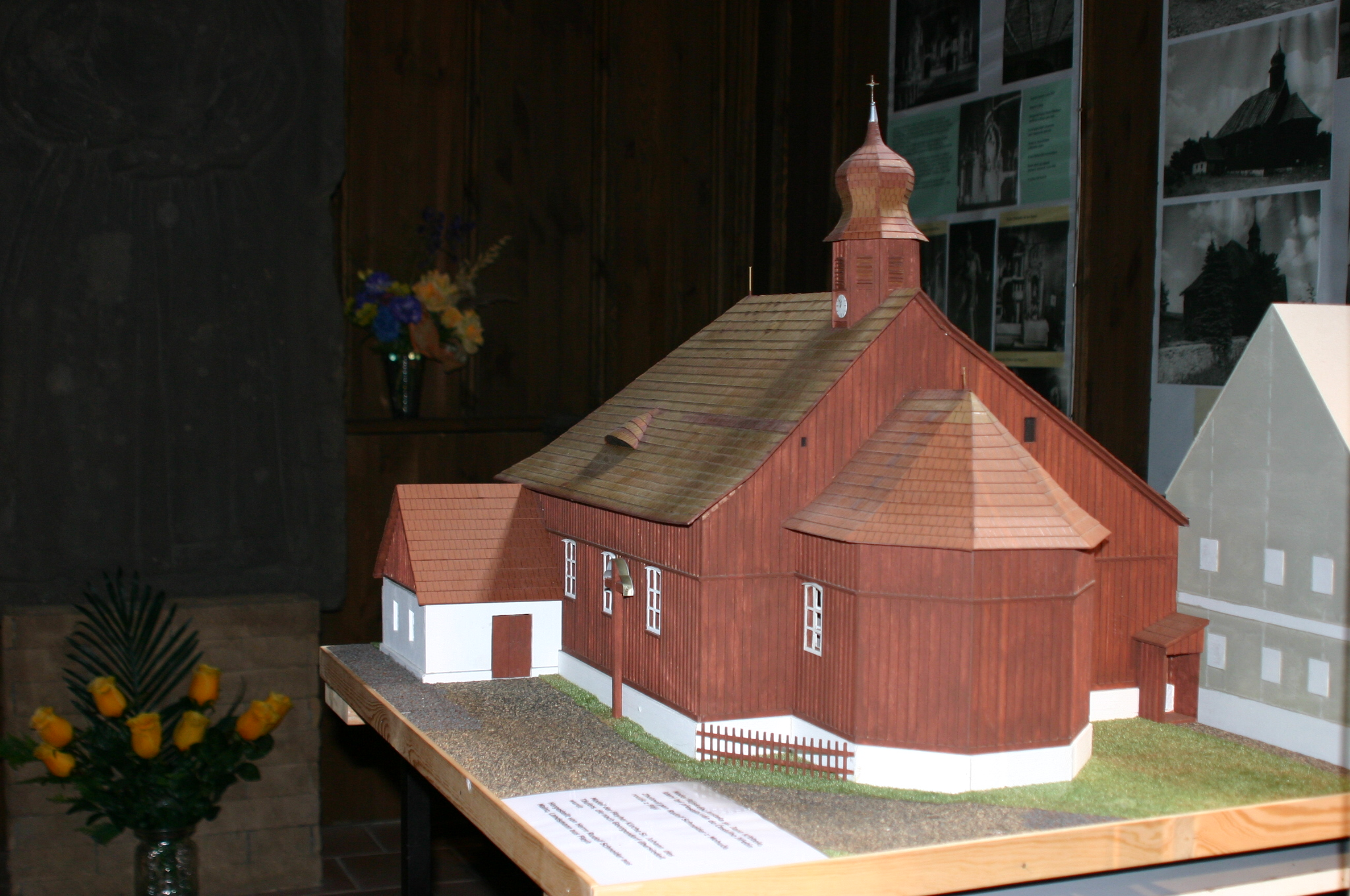
Model kostela sv. Jana Křtitele ve Flájích
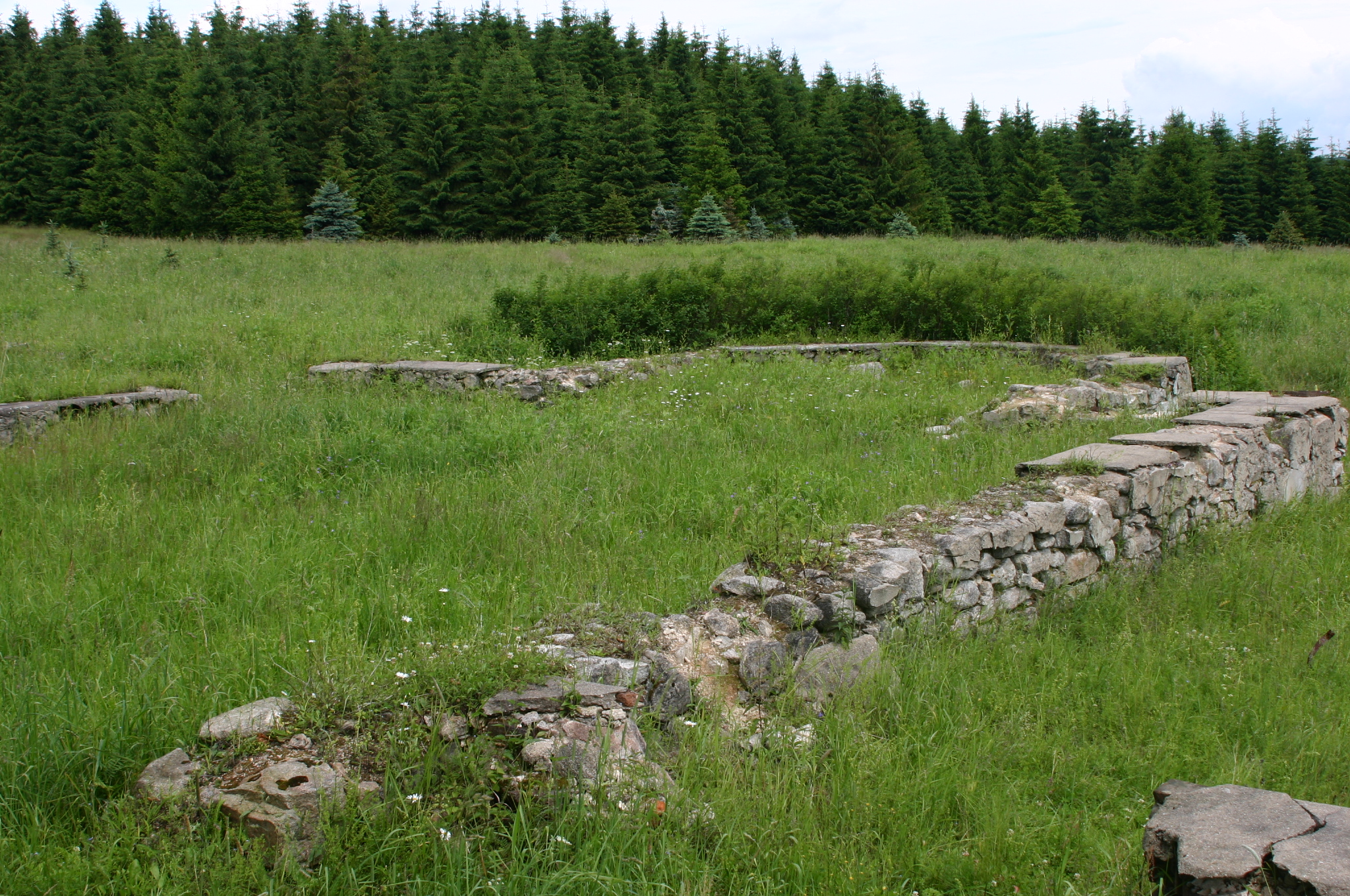
Základy kostela sv. Jana Křtitele ve Flájích
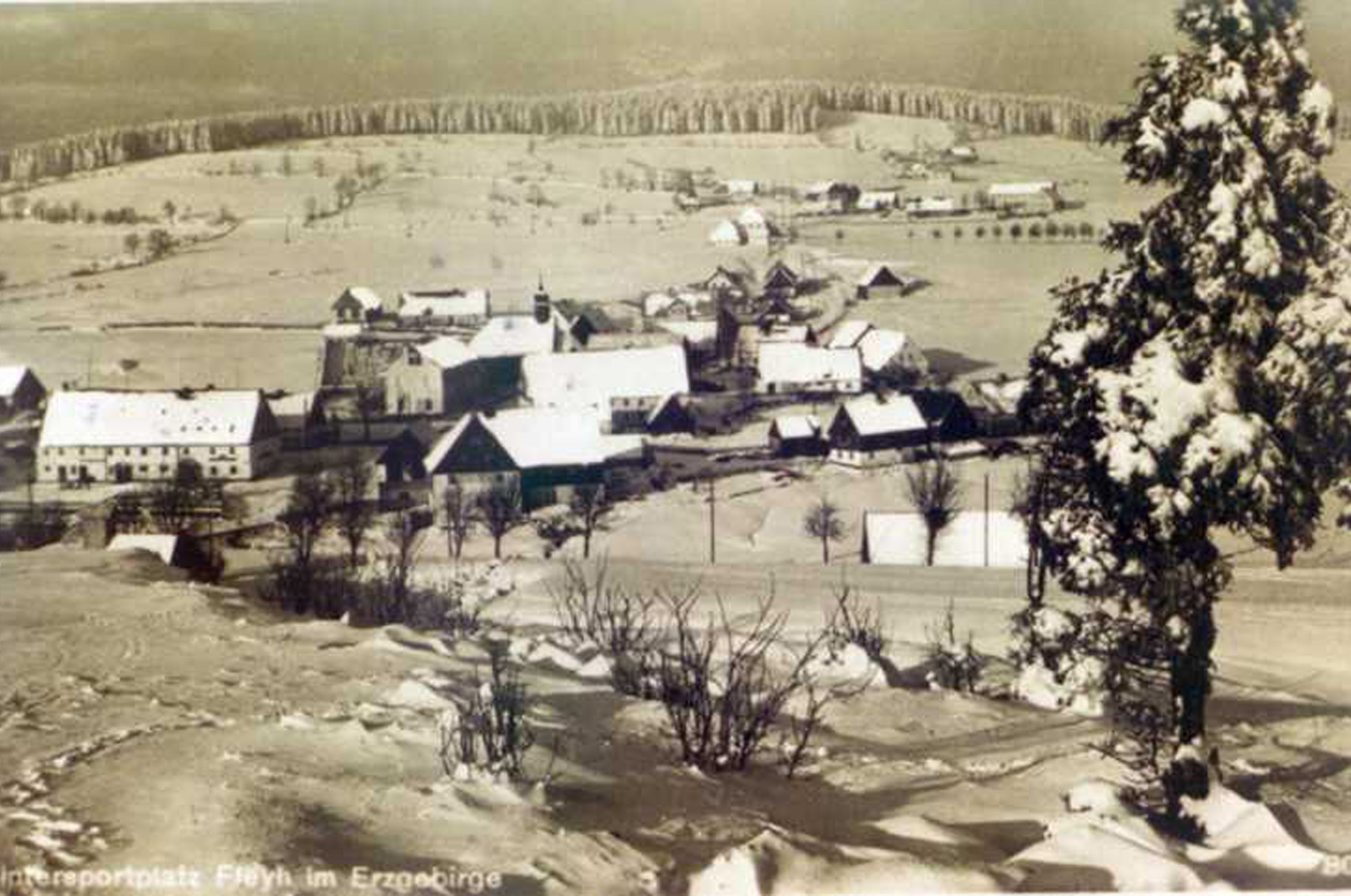
Fláje s kostelem (cca v roce 1910)